# Zwaveloxiden
| Molecuulformule | Oxidatietoestand | Structuurformule |
| --------------- | ---------------- | ---------------- |
| S7O2            | < +I             |                  |
| S2O             | +I               |                  |
| SO              | +II              |                  |
| S2O2            | +II              |                  |
| SO2             | +IV              |                  |
| SO3             | +VI              |                  |
| SO4             | +VI              |                  |

Zwaveloxiden (SOx) is de verzamelnaam voor zwaveldioxide (SO2) en zwaveltrioxide (SO3). Het is een verbrandingsproduct van zwavel met lucht. Het komt met name vrij bij het verbranden van zwavelhoudende fossiele brandstoffen, zoals sommige soorten aardolie, bruinkool of steenkool en is een van de belangrijkste componenten van luchtvervuiling en smog. Het vormt in lucht in aanwezigheid van vocht en andere verbindingen makkelijk zwaveltrioxide (SO3), een verbinding waaruit zich in water zwavelzuur vormt. Dit regent uit de atmosfeer op de aarde neer (zure regen).